# 薛善
薛 善（せつ ぜん、生没年不詳）は、北魏末から北周にかけての官僚。字は仲良。本貫は河東郡汾陰県。

## 経歴
南青州刺史の薛和（薛謹の子の薛破胡の子）の子として生まれた。若くして司空府参軍事となり、儻城郡太守にうつり、塩池都将に転じた。東魏が建国され、河東郡が泰州と改められると、薛善は泰州別駕となった。薛善の家は富豪で、僮僕も数百人いた。兄の薛元信は食卓が豪華で来客も多く、管弦音楽が絶えない奢侈な生活を送った。しかし薛善はひとり質素で、閑静な生活を楽しんだ。
537年、高歓が沙苑の戦いに敗れると、西魏の李弼の軍が河東を包囲した。河東は薛善の族兄の薛崇礼が守っており、薛崇礼は固く守って下らなかった。薛善は西魏に帰順するよう薛崇礼に勧めたが、薛崇礼は疑って決断できなかった。薛善の従弟の薛馥の妹の夫にあたる高子信が防城都督をつとめており、河東城の南面を守っていた。高子信は薛馥を派遣して薛善と相談し、西魏軍と呼応することとした。薛善は弟の薛済に門生数十人を率いさせ、高子信や薛馥らとともに関を斬り破って李弼の軍を引き入れた。ときに河東陥落の謀に預かった者はそろって五等の爵で賞されることとなったが、薛善はそむいて帰順したことを恥じて、弟の薛慎とともに固辞して受けなかった。汾陰県令に任ぜられ、河東郡で最も成績を挙げて、太守の王羆に評価され、督六県事を兼ねた。
まもなく召されて行台郎中となった。ときに西魏は広く屯田を置いて軍費を捻出しようと図り、薛善は司農少卿に任ぜられ、同州夏陽県の20の屯田の監をつとめた。また夏陽の諸山に鉄冶を置くと、薛善は冶監となり、毎月8000人を働かせて武器を製造した。通直散騎常侍の位を加えられ、大丞相府従事中郎に転じた。屯田の功により、竜門県子の爵位を受け、黄門侍郎に転じ、車騎大将軍・儀同三司の位を加えられた。河東郡太守に任ぜられ、驃騎大将軍・開府儀同三司に進み、宇文氏の姓を賜った。556年（恭帝3年）、六官が建てられると、工部中大夫の位を受け、爵位は博平県公に進んだ。まもなく御正中大夫となり、民部中大夫に転じた。
宇文護が北周の政権を握ると、儀同の斉軌が「軍事の全ての権限は天子に帰すべきところ、どうして権門が握っているのか」と薛善に言ったのを、薛善は宇文護に報告した。宇文護が斉軌を殺すと、薛善を自分に忠実な者とみなして、中外府司馬として召し出した。薛善は司会中大夫に転じ、副総六府事をつとめた。司会中大夫のまま京兆尹の位を加えられた。隆州刺史として出向し、益州総管府長史を兼ねた。召還されて少傅となった。在官のまま死去した。享年は67。蒲虞勲三州刺史の位を追贈された。諡は繆公といった。
子の薛裒が後を嗣ぎ、高陽郡太守となった。

## 伝記資料
- 『周書』巻35 列伝第27
- 『北史』巻36 列伝第24